# Tabi
Pour les articles homonymes, voir Tabi (homonymie).
Pour les articles ayant des titres homophones, voir Täby et Tabby.

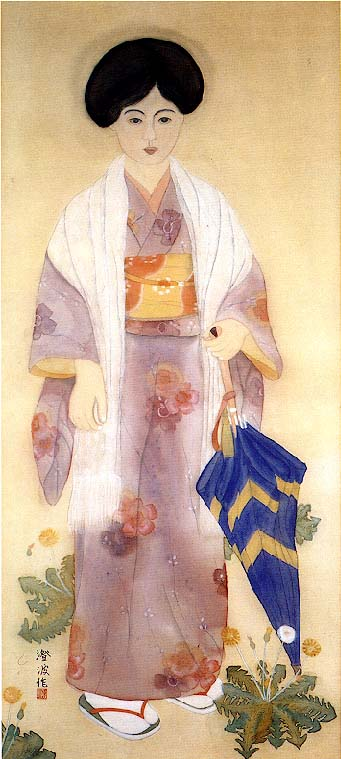
Femme habillée en costume de l'ère Shōwa, portant des tabi de couleur blanche.

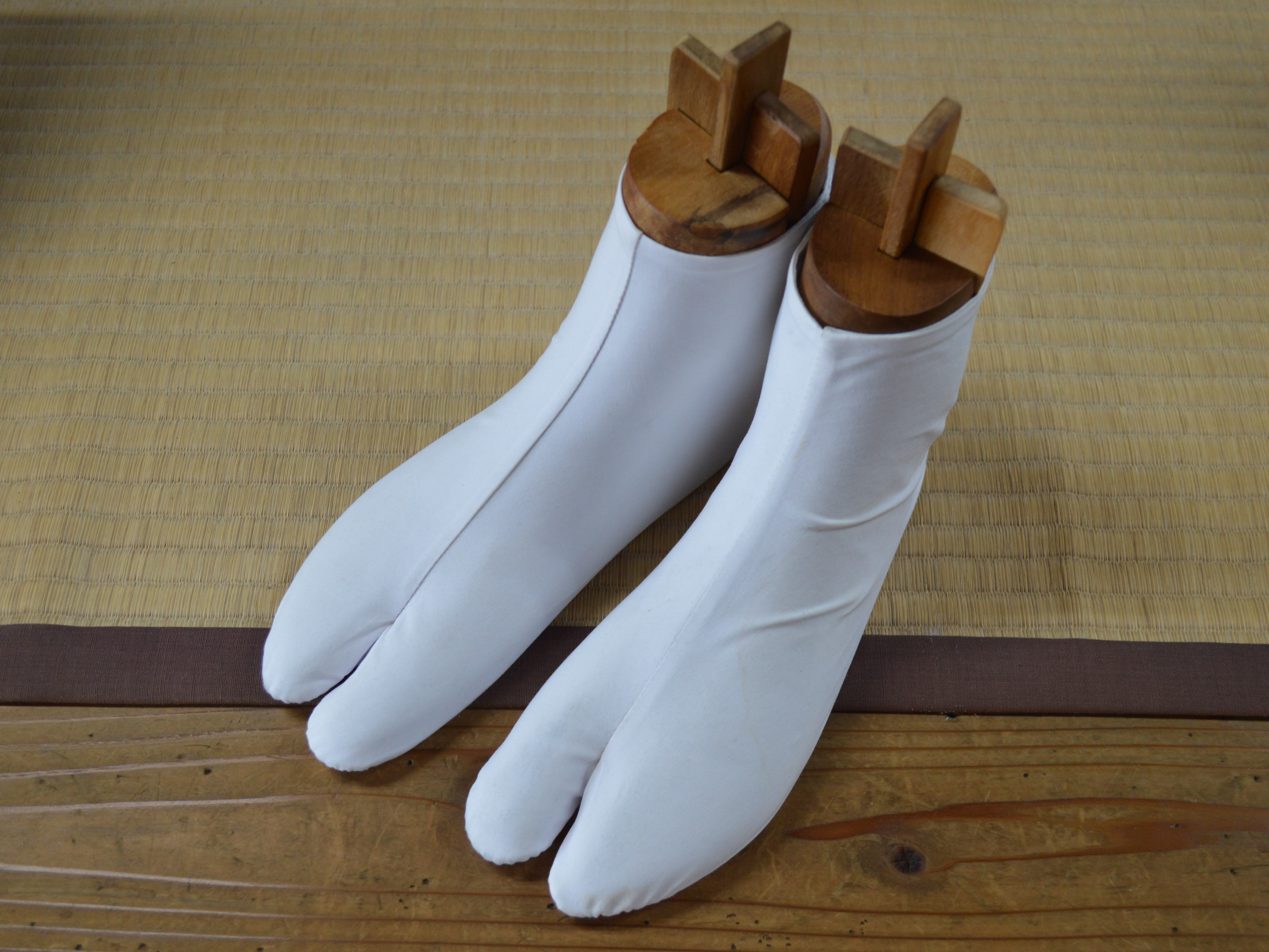
Tabi blanches

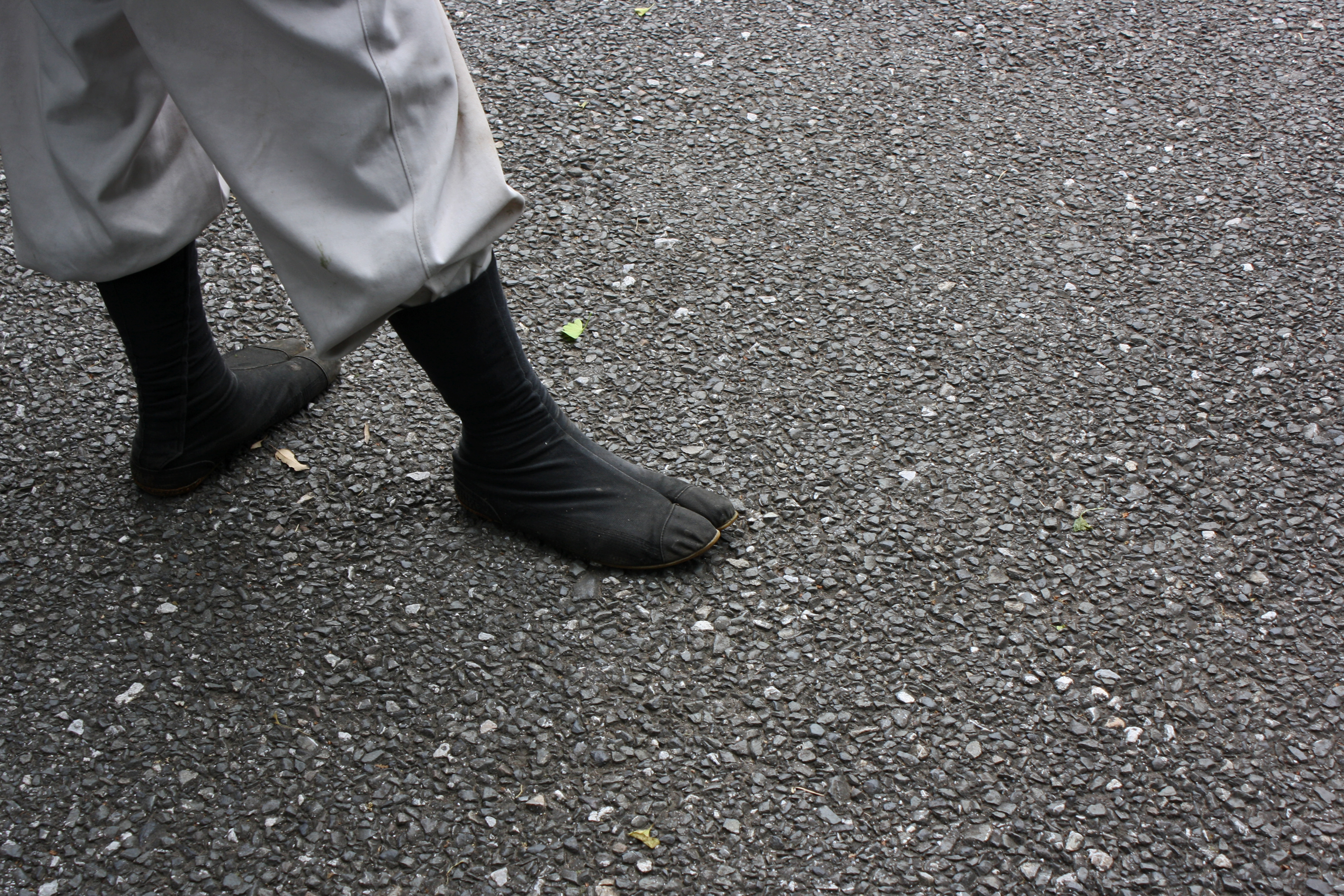
Chaussures jika-tabi.

Les tabi (足袋, littéralement « sac à pied ») sont une forme traditionnelle de chaussettes japonaises. Elles montent soit jusqu'à la cheville, soit jusqu'à mi-mollet et séparent le gros orteil des autres orteils. Elles sont utilisées pour porter des geta ou des zōri en complément du kimono traditionnel ou du yukata.
Contrairement aux chaussettes « à l'européenne », les tabi traditionnelles ne sont pas élastiques mais faites de coton avec une semelle plus épaisse, elle aussi en coton. Elles s'enfilent par l'arrière et se ferment grâce à un système d'attaches métalliques. Cette semelle est due au fait que l'on se déchausse en entrant dans les maisons japonaises ; les tabi servent donc aussi de pantoufles en tant que chaussures d'intérieur.
De nos jours, on trouve des tabi stretch en tissu élastique sans fermeture arrière, voire des tabi socks, qui sont des chaussettes occidentales dont le gros orteil est séparé.
Les tabi sont la plupart du temps de couleur blanche, en particulier pour les occasions formelles. Il arrive cependant que les hommes portent des tabi de couleur noire, et les femmes de couleurs variées ou à motifs. Elles sont souvent portées avec des kyahan (jambières traditionnelles). Au XVIe siècle, lorsque le coton, importé, était très cher, seuls les plus riches portaient de tels tabi, les autres personnes se contentant de tabi de cuir, noires ou couleur mastic.
Elles sont aujourd'hui encore portées avec le kimono ou keikogi dans plusieurs écoles de ninjutsu.
Les jika-tabi (地下足袋, littéralement « tabi pour la terre »), d'existence plus récente, sont des chausses de même forme, faites de fibres de coton plus épaisses et plus résistantes et dotées d'une semelle en caoutchouc. Ces jika-tabi sont principalement portées par les ouvriers de la construction, les jardiniers, les tireurs de pousse-pousse, etc. C'était aussi l'unique chaussant porté par les pompiers-charpentiers. 